# Selenocephalus irroratus
Selenocephalus irroratus är en insektsart som beskrevs av Melichar 1911. Selenocephalus irroratus ingår i släktet Selenocephalus och familjen dvärgstritar. Inga underarter finns listade i Catalogue of Life.